# Сікори (Підляське воєводство)
Сікори (пол. Sikory) — село в Польщі, у гміні Моньки Монецького повіту Підляського воєводства.
Населення — 129 осіб (2011).
У 1975-1998 роках село належало до Білостоцького воєводства.

## Демографія
Демографічна структура станом на 31 березня 2011 року:
|          | Загалом | Допрацездатний вік | Працездатний вік | Постпрацездатний вік |
| -------- | ------- | ------------------ | ---------------- | -------------------- |
| Чоловіки | 73      | 16                 | 47               | 10                   |
| Жінки    | 56      | 9                  | 29               | 18                   |
| Разом    | 129     | 25                 | 76               | 28                   |